# Szalmatercs
Szalmatercs es un pueblo ubicado en el condado de Nógrád, Hungría.

## Superficie
Posee una superficie de 7,58 kilómetros cuadrados.

## Demografía
Hasta 2021 la población era de 436 habitantes, con una densidad de población de 57,51 habitantes por kilómetro cuadrado.